# Nederlands landskampioenschap 1902-1903
Al torneo parteciparono diciotto squadre e il HVV Den Haag vinse il titolo.

## Est
|   | Club                | G  | V | N | P | GF | GS | Punti | DR  |                                   |
| - | ------------------- | -- | - | - | - | -- | -- | ----- | --- | --------------------------------- |
| 1 | Vitesse             | 10 | 9 | 0 | 1 | 42 | 13 | 18    | +29 | Qualificata per il gruppo finale. |
| 2 | PW                  | 10 | 6 | 1 | 3 | 45 | 20 | 13    | +25 |                                   |
| 3 | Go Ahead Wageningen | 10 | 5 | 1 | 4 | 31 | 27 | 11    | +4  |                                   |
| 4 | Quick Nijmegen      | 10 | 3 | 2 | 5 | 20 | 29 | 8     | -9  |                                   |
| 5 | Koninklijke UD      | 10 | 3 | 1 | 6 | 23 | 37 | 7     | -14 |                                   |
| 6 | Victoria Wageningen | 10 | 1 | 1 | 8 | 12 | 47 | 3     | -35 |                                   |

G = Partite giocate; V = Vittorie; N = Nulle/Pareggi; P = Perse; GF = Goal fatti; GS = Goal subiti; DR = Differenza reti, PT = Punti

## Ovest-A
|   | Club                     | G  | V | N | P | GF | GS | Punti | DR  |                                   |
| - | ------------------------ | -- | - | - | - | -- | -- | ----- | --- | --------------------------------- |
| 1 | HVV Den Haag             | 10 | 5 | 4 | 1 | 27 | 10 | 14    | +17 | Qualificata per il gruppo finale. |
| 2 | Sparta Rotterdam         | 10 | 4 | 4 | 2 | 18 | 11 | 12    | +7  |                                   |
| 3 | Ajax Sportman Combinatie | 10 | 4 | 3 | 3 | 23 | 20 | 11    | +3  |                                   |
| 4 | Velocitas                | 10 | 5 | 1 | 4 | 21 | 19 | 11    | +2  |                                   |
| 5 | HFC Haarlem              | 10 | 1 | 6 | 3 | 19 | 27 | 8     | -8  |                                   |
| 6 | RAP Amsterdam            | 10 | 1 | 2 | 7 | 12 | 33 | 4     | -21 |                                   |

G = Partite giocate; V = Vittorie; N = Nulle/Pareggi; P = Perse; GF = Goal fatti; GS = Goal subiti; DR = Differenza reti, PT = Punti

## Ovest-B
|   | Club                | G  | V | N | P | GF | GS | Punti | DR  |                                   |
| - | ------------------- | -- | - | - | - | -- | -- | ----- | --- | --------------------------------- |
| 1 | Volharding          | 10 | 9 | 1 | 0 | 29 | 12 | 19    | +17 | Qualificata per il gruppo finale. |
| 2 | HBS Craeyenhout     | 10 | 6 | 1 | 3 | 22 | 20 | 13    | +2  |                                   |
| 3 | Koninklijke HFC     | 10 | 4 | 1 | 5 | 20 | 16 | 9     | +4  |                                   |
| 4 | Hercules            | 10 | 4 | 1 | 5 | 24 | 21 | 9     | +3  |                                   |
| 5 | Rapiditas Rotterdam | 10 | 4 | 1 | 5 | 20 | 27 | 9     | -7  |                                   |
| 6 | Quick 1890          | 10 | 0 | 1 | 9 | 13 | 32 | 1     | -19 |                                   |

G = Partite giocate; V = Vittorie; N = Nulle/Pareggi; P = Perse; GF = Goal fatti; GS = Goal subiti; DR = Differenza reti, PT = Punti

## Gruppo finale per il titolo
|   | Club         | G | V | N | P | GF | GS | Punti | DR |
| - | ------------ | - | - | - | - | -- | -- | ----- | -- |
| 1 | HVV Den Haag | 4 | 4 | 0 | 0 | 11 | 2  | 8     | +9 |
| 2 | Vitesse      | 4 | 1 | 0 | 3 | 6  | 10 | 2     | -4 |
| 3 | Volharding   | 4 | 1 | 0 | 3 | 7  | 12 | 2     | -5 |

G = Partite giocate; V = Vittorie; N = Nulle/Pareggi; P = Perse; GF = Goal fatti; GS = Goal subiti; DR = Differenza reti, PT = Punti